# Vehicle Electric Container
VEC (Vehicle Electric Container) ist  ein Standard für den digitalen Austausch und die digitale Bereitstellung von Bordnetzdaten mit XML. Der Fokus liegt dabei auf der technischen Beschreibung von Kabelbäumen inklusive der in den Bordnetzen verbauten Teile wie Stecker, Leitungen, Befestigungselemente, Tüllen, Sicherungs- und Relaishalten oder Kabelkanäle.
Der VEC definiert all die Daten, die von den in der Bordnetzentwicklung verwendeten Autorensystemen (Bibliothekssysteme, Schaltplaneditoren, Layoutgeneratoren etc.) erzeugt und konsumiert werden. Die Definition erfolgt in der Sprache der Anwendung. Leitlinie war, dass ein Bordnetzentwickler mit den Begrifflichkeiten, Objekten und Attributen des VEC etwas anfangen kann und nicht den IT-Spezialisten als Dolmetscher benötigt. Gemeinsam entwickelt von den führenden Automobilherstellern in Deutschland und deren Kabelbaumzulieferern bietet der VEC die Gewähr, weitgehend frei von unternehmens- oder Tool-spezifischen Begrifflichkeiten zu sein. Der VEC bildet quasi die Lingua Franca der Bordnetzentwicklung, um die beteiligten Entwicklungssysteme miteinander zu verknüpfen. Er umfasst die technische Spezifikation von Leitungssatzkomponenten einschließlich der Bedeutung von Attributen und Festlegung von Wertelisten. 
Darüber hinaus definiert der VEC die Vernetzung von Komponenten auf unterschiedlichen Abstraktionsstufen (von der Elektrologik bis zur konkreten physikalischen Verschaltung über Leitungen) oder die topologische Beschreibung eines Bordnetzes mit der Platzierung von Komponenten und der Verlegung von Leitungen. Der VEC bietet auch Unterstützung in frühen Entwicklungsphasen, wenn die konkreten Bauteile mit einer Teilenummer noch gar nicht bekannt sind. Als Beispiel können Komponenten genannt werden, die bestimmte Funktionen erfüllen, und über einen Bus mit anderen Komponenten verbunden sind. 
Alle für die Auswahl und Verwendung eines Bauteils relevanten Informationen können mit dem VEC beschrieben werden. Bei Steckern wird der detaillierte Aufbau aus Steckergehäuse, Steckplätzen, Kammern, Kontakten etc.  definiert. Die Bestandteile werden mit ihren Eigenschaften wie Kontaktgeometrie, Kontaktsystem, Leitungsaufnahme, Querschnittsangabe oder Codierung beschrieben.
Der VEC tritt die Nachfolge des in der automobilen Fahrzeugelektrik etablierten KBL-Standards an. War die KBL klar auf die Beschreibung einzelner Leitungsstränge ausgerichtet, legten die Entwickler des VEC ihr Augenmerk auf das physische Bordnetz als Ganzes.
Die aktuelle Version 1.2 wird als prostep ivip-Recommendation PSI-21 und VDA-Empfehlung 4968 veröffentlicht.  